# Mordellistena brevicauda
Mordellistena brevicauda es una especie de coleóptero de la familia Mordellidae.

## Distribución geográfica
Habita en Europa y Asia.